# 马米阿·奥拉赫拉什维利
马米阿·奥拉赫拉什维利（喬治亞語： 俄语： 1881年5月29日（6月10日）—1937年12月11日）格鲁吉亚人，布尔什维克革命家。曾担任格鲁吉亚共产党中央书记，外高加索社会主义联邦苏维埃共和国领导人。在大清洗中被处决，1955年平反。

## 生平
- 1881年5月29日（格里历：6月10日）出生于沙俄库塔伊西省Shorapan地区的一户格鲁吉亚贵族家庭。
- 1903年-1908年，哈尔科夫大学医学院、圣彼得堡军事医学院学习。1903年加入俄国社会民主工党，曾因参加学生运动被捕，后获释。参加过1905年革命，后流亡巴黎，日内瓦。回国后因阿夫拉巴印刷厂事件而被捕。毕业后在里海地区行医。
- 1914年-1917年，沙俄军队军医。
- 1917年-1918年，布尔什维克弗拉季卡夫卡兹工兵代表苏维埃主席，俄共（布）弗拉季卡夫卡兹党委委员，高加索局委员。
- 1918年-1920年5月，在格鲁吉亚被捕。
- 1920年5月-1922年4月，格鲁吉亚共产党（布）中央委员会主席，中央主席团主席，中央第一书记。期间，1920年11月-1921年8月，俄共（布）高加索局委员。1921年2月-3月，格鲁吉亚革命委员会副主席，主席。1921年3月-1922年，苏俄人民委员会格鲁吉亚地区副主席。1922年2月-4月，格共（布）中央委员会执行书记。
- 1922年2月-11月，俄共（布）外高加索地区委员会执行书记。3月兼任格鲁吉亚教育人民委员，苏俄人民委员会格鲁吉亚地区副主席。
- 1923年1月-1927年9月，外高加索联邦人民委员会主席，期间1923年7月-1925年5月，苏联人民委员会副主席。
- 1926年12月-1929年11月，联共（布）高加索局党委第一书记，《自由格鲁吉亚报》编辑。
- 1927年-1930年，苏联大百科全书编辑委员会成员。
- 1930年，《真理报》编辑，《自由格鲁吉亚报》编辑。
- 1931年1月-11月，外高加索联邦人民委员会主席。
- 1931年11月-1932年10月，联共（布）高加索局党委第一书记。
- 1932年10月-1937年，联共（布）中央马列主义研究所副所长。
- 1937年4月，流放阿斯特拉罕。5月被开除党籍。6月26日被捕，12月11日在阿斯特拉罕被处决，终年56岁。
- 1955年7月1日平反。

奥拉赫拉什维利是俄共（布）12-13大，联共（布）14-17大，第13、14-17次代表会议代表，第12-14届中央候补委员，第15-16届中央委员，第17届中央审计委员。

## 纪念
- 苏联时期，苏呼米的一条街道以奥拉赫拉什维利命名。